# Sturgis (Dacota do Sul)

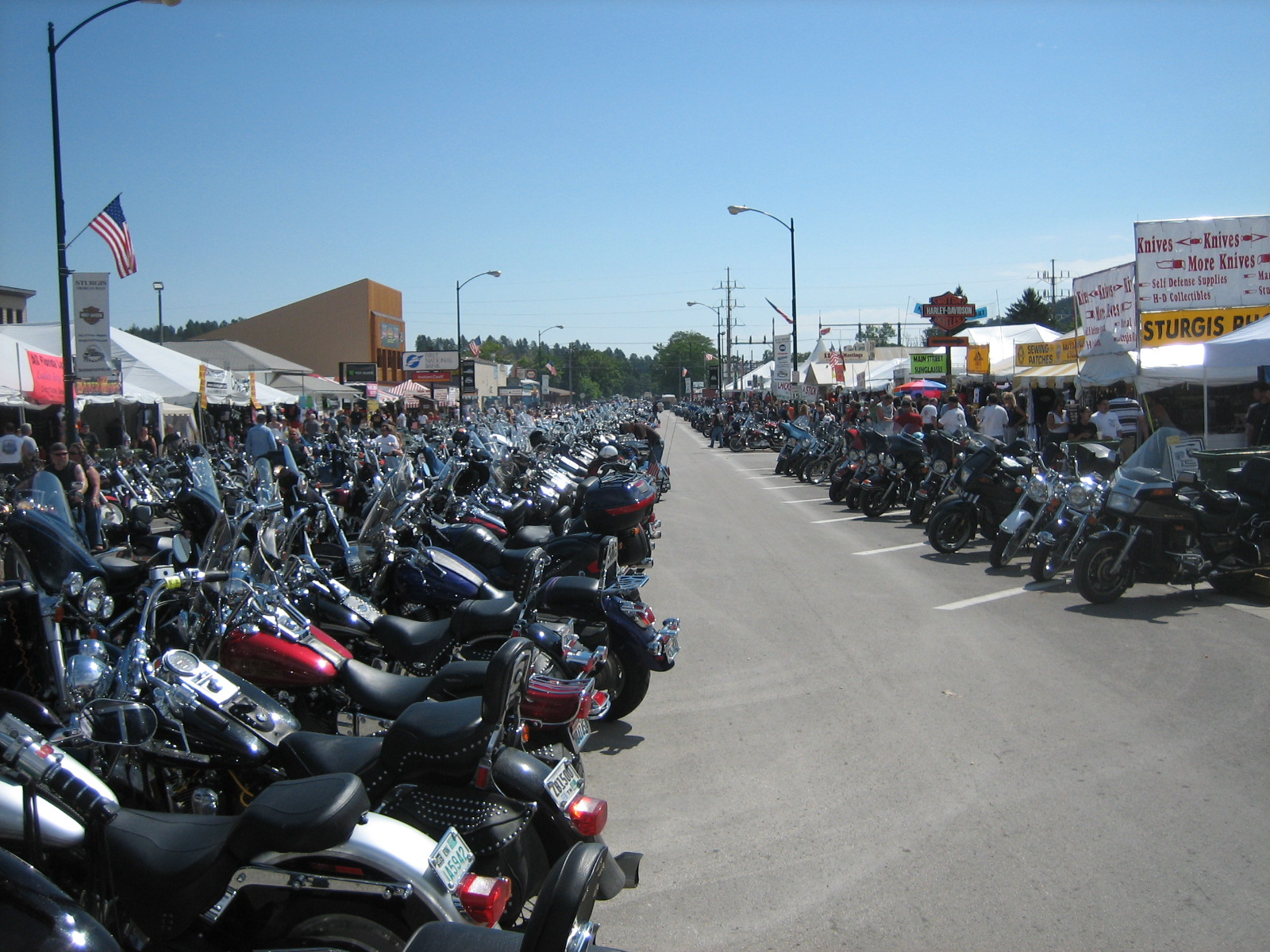
Motocicletas alinhadas na rua principal da cidade para participar da Sturgis Motorcycle Rally

Sturgis é uma cidade localizada no estado norte-americano de Dacota do Sul, no Condado de Meade.
É famosa por sediar um dos maiores rally de motocicletas do mundo.

## Demografia
Segundo o censo norte-americano de 2000, a sua população era de 6442 habitantes.
Em 2006, foi estimada uma população de 6132, um decréscimo de 310 (-4.8%).

## Geografia
De acordo com o United States Census Bureau tem uma área de
9,7 km², dos quais 9,7 km² cobertos por terra e 0,0 km² cobertos por água. Sturgis localiza-se a aproximadamente 1043 m acima do nível do mar.

## Localidades na vizinhança
O diagrama seguinte representa as localidades num raio de 28 km ao redor de Sturgis.